# معركة نهر الليطاني
معركة نهر الليطاني هي معركة وقعت في 9 يونيو 1941، إبان الحرب العالمية الثانية، حيث اندلعت قبل التقدم إلى بيروت خلال الحملة السورية اللبنانية. عبرت الفرقة السابعة الأسترالية، بقيادة اللواء جون لافاراك، نهر الليطاني واشتبكت فيما بعد مع قوات فرنسا الفيشية.

## تفاصيل المعركة
خلال الساعة الأولى من يوم الثامن يونيو 1941، وكجزء من عملية المصدر، عبرت القوات الأسترالية في شمال فلسطين الحدود نحو جنوب لبنان. تم الوحدات الأمامية بمرشدين من بلدة بلماح. كانت قوات فرنسا الفيشية منتشرة جنوب نهر الليطاني ولكن بطريقة غير منظمة.